# Paul Sorvino
Paul Anthony Sorvino (Nueva York, 13 de abril de 1939-Jacksonville, 25 de julio de 2022) fue un actor de televisión, cine y teatro estadounidense. 

## Biografía

### Primeros años
Nació y creció en el barrio de Bensonhurst, en Brooklyn, Nueva York, hijo de italoestadounidenses. Su madre, Marietta, era ama de casa y profesora de piano, y su padre, Ford Sorvino, era capataz en una fábrica de túnicas. Asistió al instituto Lafayette y a la American Musical and Dramatic Academy.

### Carrera
Comenzó su carrera como creativo de una agencia de publicidad. Asistió a clases de dominio de la voz durante dieciocho años. Mientras asistía a la American Musical and Dramatic Academy, decidió probar suerte en el teatro. Hizo su debut en Broadway en 1964, en el musical Bajour, y su primera aparición en el cine fue en 1970 en Where's Poppa?.
En 1991 tomó el papel de Phil Cerreta en la serie de televisión Law & Order. También aparecía como el padre de David Addison (Bruce Willis) en la serie Luz de luna. Algunos de sus papeles cinematográficos más relevantes son los de Paul Cicero en Goodfellas (Martin Scorsese, 1990) y Henry Kissinger en Nixon (Oliver Stone, 1995).
Sorvino fue encasillado encarnando recurrentemente a personajes de la mafia o personajes del bajo mundo.

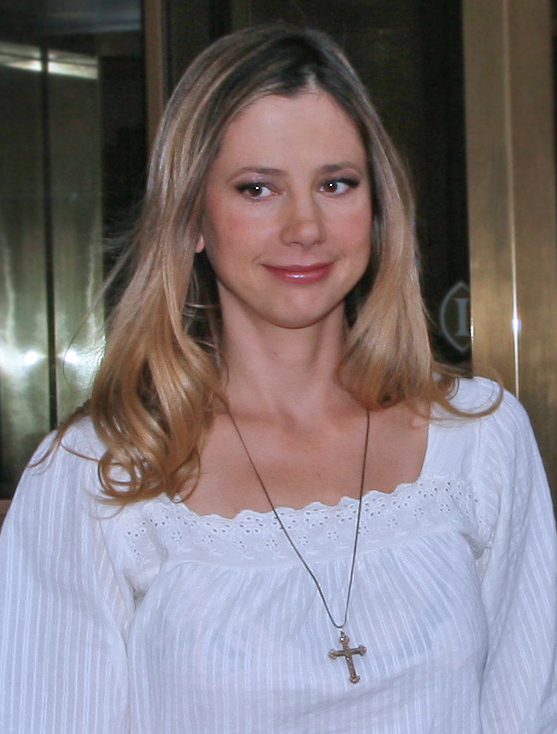
Mira Sorvino, hija de Paul.

Fundó la Paul Sorvino Asthma Foundation, con el objetivo de construir centros de asma para niños y adultos a lo largo de Estados Unidos.
Vivió entre Los Ángeles y Gilbert (Pensilvania), donde fue ayudante de sheriff. Estuvo casado con Lorraine Davis, terapeuta de Alzheimer, y tuvo tres hijos, los tres actores: Mira, Michael y Amanda.

## Fallecimiento
Sorvino murió en la Clínica Mayo en Jacksonville, Florida, el 25 de julio de 2022, a la edad de 83 años. No se proporcionó una causa específica de muerte, pero el publicista de Sorvino dijo que "había lidiado con problemas de salud en los últimos años".

## Filmografía
- 1970: Where's Poppa? (¿Dónde está papá?).
- 1971: Cry Uncle!.
- 1971: Made for Each Other.
- 1971: The Panic in Needle Park (Pánico en Needle Park).
- 1973: Touch of Class (Un toque de distinción).
- 1973: The Day of the Dolphin (El día del delfín).
- 1974: The Gambler.
- 1975: Angel and Big Joe.
- 1976: I Will, I Will... for Now (Cien maneras de amar).
- 1977: Oh, God!.
- 1978: Slow Dancing in the Big City.
- 1978: Bloodbrothers (titulada Stony, sangre caliente en España y Cuestión de sangre en Hispanoamérica).
- 1978: The Brink's Job (El mayo robo del siglo).
- 1979: Lost and Found (Un toque con más clase).
- 1980: Cruising (A la caza, Cacería).
- 1982: Reds (Rojos).
- 1982: I, the Jury (Yo, el jurado).
- 1982: That Championship Season (Cuando fuimos campeones).
- 1983: Off the Wall.
- 1985: Chiller (Hibernado vivo).
- 1985: The Stuff (In-natural).
- 1986: A Fine Mess (El gran enredo).
- 1987-1988: The Oldest Rookie (Novato y veterano) (serie de televisión).
- 1990: Dick Tracy.
- 1990: Goodfellas (Buenos muchachos, Uno de los nuestros).
- 1991: Don't Touch My Daughter (No toquen a mi hija).
- 1991: The Rocketeer.
- 1991-1992: Law & Order (Ley y orden, La ley y el orden) (serie de televisión).
- 1993: The Firm (La tapadera).
- 1994: Backstreet Justice.
- 1994: Parallel Lives (Vidas Paralelas).
- 1994: Without Consent (Sin consentimiento).
- 1995: Cover Me.
- 1995: Nixon.
- 1996: Dog Watch.
- 1996: The Art of the Cigar.
- 1996: Love Is All There Is.
- 1996: Romeo + Juliet (Romeo y Julieta, de William Shakespeare).
- 1996: Escape Clause (Víctima o culpable).
- 1997: American Perfekt (El americano perfecto).
- 1997: Money Talks (El dinero es lo primero).
- 1997: Men with Guns.
- 1997: Money Talks (Se busca (Most Wanted)).
- 1997: Joe Torre: Curveballs Along the Way.
- 1998: Bulworth (El senador Bulworth).
- 1998: Knock Off (En el ojo del huracán, Golpe fulminante).
- 1998: Houdini.
- 1999: Dead Broke.
- 1999: That Championship Season.
- 1999: Harlem Aria.
- 1999: Scriptfellas.
- 2000: Longshot (película).
- 2000: Cheaters (Tramposos).
- 2000: The Thin Blue Lie (Mentiras oficiales).
- 2000: The Amati Girls.
- 2000: The Family Man (Hombre de familia, Family Man) (escenas eliminadas).
- 2000-2005: That's Life (serie de televisión).
- 2001: `To Kill the Irishman.
- 2001: Rhode Island Blue.
- 2001: Perfume.
- 2001: See Spot Run (Spot).
- 2001: Streghe verso nord.
- 2001: Plan B.
- 2002: Ciao America.
- 2003: Mambo italiano.
- 2003: Mafia Doctor (El doctor de la familia).
- 2003: The Cooler (Golpe de suerte).
- 2004: Goodnight, Joseph Parker.
- 2004: Mr. 3000.
- 2004-2006: Still Standing (A pesar de todo) (serie de televisión).
- 2006: The Wild Stallion.
- 2006: Mr. Fix It.
- 2007: Greetings from the Shore.
- 2007: The Wild Stallion.
- 2008: Last Hour.
- 2008: Carnera: The Walking Mountain.
- 2008: Mogli a pezzi (serie de televisión).
- 2008: The Trouble with Cali.
- 2008: Repo! The Genetic Opera.
- 2009: Doc West (serie de televisión)
- 2015: Ten cuidado con lo que deseas.
- 2019:  El Padrino de Harlem,serie de televisión -Frank Costello